# 신성 로마 제국의 해체
1806년 8월 6일 신성 로마 제국의 마지막 황제인 합스부르크로트링겐가의 프란츠 2세가 그의 직위를 포기하고 제국 내 모든 국가들과 선제후의 제국에 대한 의무로부터 해방시키면서 사실상 신성 로마 제국은 해체되었다. 중세 이후 신성 로마 제국은 서유럽인들에게 신성 로마 제국이 정당한 로마 제국의 계승국으로서 교황에게 인정받았기 때문에 신성 로마 황제가 로마 제국 황제의 정당한 계승자로 인정되어 왔다. 이 로마의 유산을 통해 신성 로마 제국의 황제들은 제국의 공식적인 국경을 넘어 기독교 유럽 국가들과 그 너머까지 관할권이 확장된 보편군주제를 주장했다. 이후 신성 로마 제국의 쇠퇴는 수 세기 동안 지속된 긴 과정이었다. 16세기와 17세기에 최고의 근대 주권 국가의 등장은 관할권이 실제 통치되는 영토에 해당한다는 생각을 유럽에 가져오게 되면서, 신성 로마 제국의 보편군주제를 크게 위협하였다.
18세기 신성 로마 제국은 제국 안팎에서 동시대인들에게 "비정상적" 형태의 정부를 가지고 매우 "불규칙적인" 군주제이자 "병자"로 알려졌다. 당시 제국에는 중앙 상비군과 중앙 재무부가 없었고, 공식적으로 세습되지 않은 군주 직위는 군주가 효과적인 중앙 통제를 행사할 수 없게 만들었다. 그럼에도 불구하고 대부분의 동시대 사람들은 제국이 부활하고 현대화될 수 있다고 믿었다. 하지만 결국 신성 로마 제국은 프랑스 혁명 전쟁과 나폴레옹 전쟁에 가담하는 동안 진정한 종말과 쇠퇴를 맞이하게 되었다.
신성 로마 제국은 초기에 스스로 잘 보호했지만, 프랑스와 나폴레옹과의 전쟁은 제국의 재앙으로 판명되었다. 1804년 나폴레옹은 스스로를 프랑스인의 황제라고 선언했고, 이에 같은 해 프란츠 2세는 신성 로마 황제임과 동시에 프랑스와 오스트리아의 동등성을 유지하고 신성 로마 황제가 두 직위를 능가하는 직위라는 것을 보여주기 위해 스스로를 오스트리아의 황제로 선언했다. 하지만 1805년 12월 오스트리아가 아우스터리츠 전투에서 프랑스에게 패배한 뒤 1806년 7월에 제국 내의 많은 독일 선제후들이 제국을 이탈하여 프랑스의 위성 국가인 라인 동맹을 형성하였고, 이는 사실상 신성 로마 제국의 해체를 의미하였다. 1806년 8월 프란츠 2세는 나폴레옹이 스스로를 신성 로마 황제로 선언하는 것을 막기 위해 퇴위를 했고, 이는 프란츠 2세를 나폴레옹의 봉신으로 전락하게 만들었다.
신성 로마 제국의 해체에 대한 반응은 무관심에서 절망까지 매우 다양했다. 합스부르크 군주국의 수도 빈의 대중들은 제국의 해체에 경악했다. 비록 프란츠 2세의 퇴위가 완전히 합법적이라고 합의되었지만, 제국의 해체와 모든 선제후들의 해방은 황제의 권한을 넘어선 것으로도 여겨졌다. 따라서 제국의 많은 왕자들과 신하들은 제국의 해체를 받아들이지 않았으며, 일부 평민들은 제국의 해체가 지방 당국의 음모라고 믿기까지 했다. 이와 같은 독일에서의 제국 해체는 고대의 반전설적인 트로이아의 몰락과 비교되었으며, 일부 사람들은 로마 제국의 종말과 연관시키도 했다. 그러나 신성 로마 제국의 해체는 서로마 제국의 해체와 같이 유럽에 큰 충격을 주지 않았다.

## 배경

### 신성 로마 제국의 이념

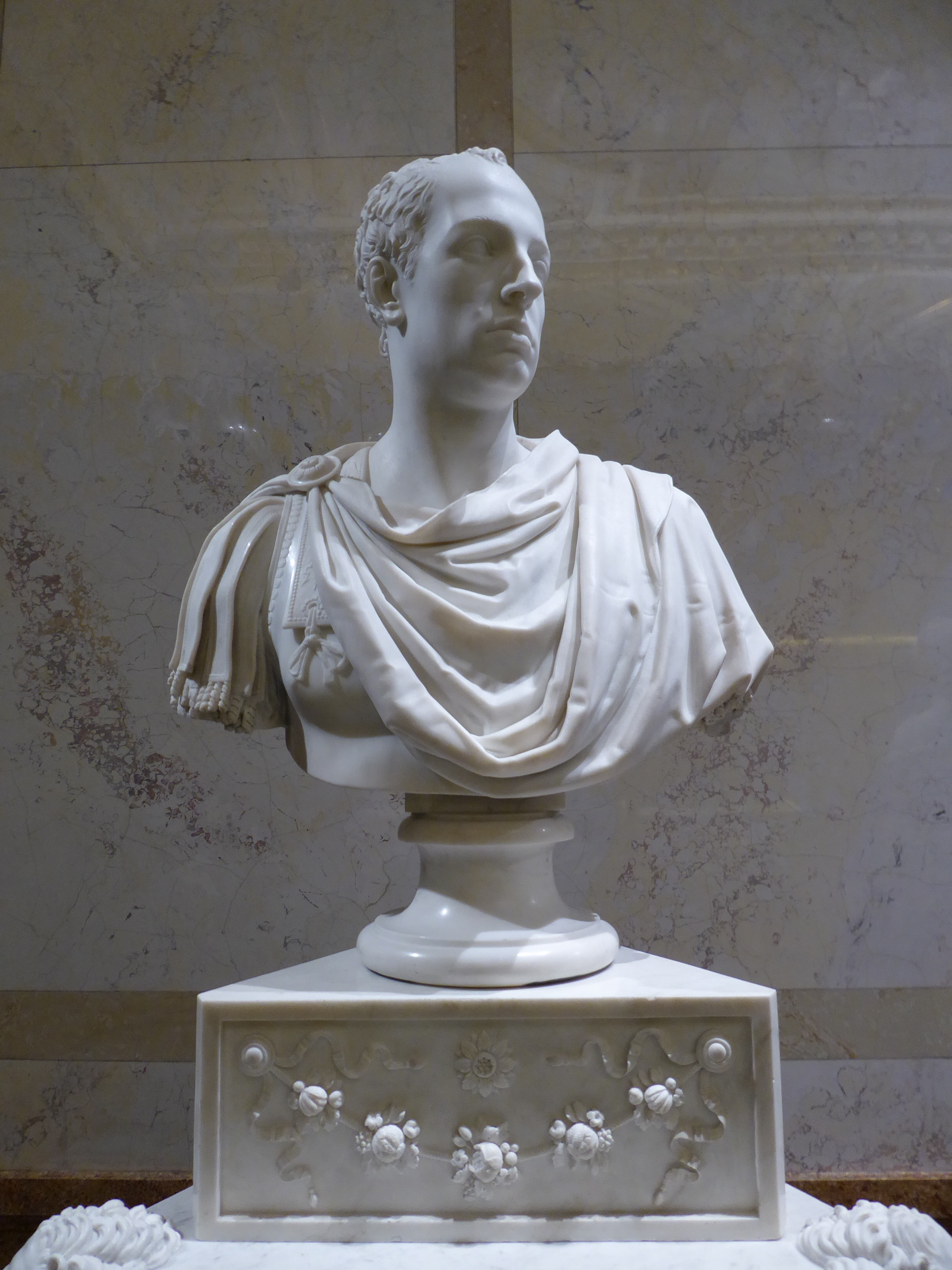
고대 로마의 대리석 흉상에서 영감을 받아 제작된 마지막 신성 로마 황제인 프란츠 2세의 대리석 흉상의 모습.

신성 로마 제국의 결정적인 특징은 제국의 황제인 신성 로마 황제가 전 유럽의 군주들을 대표하고, 로마 교황의 인정을 통해 고대 로마 제국의 유일하고 진정한 계승자라는 사람들의 생각이었다. 이후 1606년, 오스만 제국의 술탄을, 1721년 러시아 제국의 군주를 로마 제국의 계승자로 인정했음에도, 신성 로마 황제가 이들보다 우위에 있다는 조건으로 인정 받았기 때문에 신성 로마 황제는 자신이 유럽 제국의 진정하고 유일한 황제라는 확고한 믿음을 가지고 있었다. 황제의 우월성은 이론적으로 신성 로마 황제가 보편군주제로 모든 기독교인들까지 확대되어 지배하게 되었다는 이론의 표현으로 여겨진다. 신성 로마 제국이 전 기독교 유럽을 지배한 적이 없었기 때문에 이러한 생각은 현실보다 이상에 가까웠다. 제국의 권위는 대부분 황제가 다스리는 제국(18세기와 19세기에는 황제가 다스리는 거대한 땅이 있었음에도)으로부터가 아니라 가장 세속적인 통치자이자 로마 가톨릭교회의 옹호자의 역할로부터 나왔다. 명확한 지역을 다스리는 지역과 관련된 왕관 토지는 제국의 명칭이 어느 한 지역과 연관되지 않았기 때문에 신성 로마 황제가 보편적 군주라는 생각을 강화했다.
오랜 신성 로마 제국의 존속 기간 동안 제국은 유럽의 국제 관계에서 중심적인 요소였다. 이것은 제국 자체가 유럽 대륙에서 강력했을 뿐만 아니라, 황제 자신 때문이기도 했다. 신성 로마 황제는 유럽에서 국제적으로 인정받는 고대 로마 황제의 계승자이자 최고의 기독교 통치자였기 때문에 다른 군주들보다 우선권을 주장했다(종종 허용받기도 했다).
1508년 신성 로마 황제 막시밀리안 1세가 교황의 대관식 없이 로마 황제의 칭호를 얻었을 때, 제국의 보편적인 성격은 형식적 제국 내에서 발전된 제도뿐만 아니라 황제의 봉권적 권위를 통해 유지했다. 다른 왕국의 통치자들이 소유하게 된 신성 로마 제국의 영토들은 제국의 봉신으로 남았다. 예를 들어, 스웨덴과 덴마크의 왕들은 1806년까지 독일의 속국임을 받아들였으며, 이 때 이 영토들은 왕들이 지배하도록 그들의 왕국에 통합되었다. 16세기 종교 개혁은 제국을 관리하고 더욱 힘들게 만들었고, 사람들은 "신성한" 제국의 역할에 대해 의문을 갖게 되었다. 1555년과 1648년부터 각각 루터교회와 칼뱅주의가 용인되었음에도 불구하고, 가톨릭은 유일하게 인정된 신앙으로 남아 있었다. 그러나 제국 교회는 16세기 이후 계속 쇠퇴하였고 마인츠 선제후국만이 교회의 토지로 남게 되었다. 1699년 카를로비츠 조약을 통해 오스만 제국과의 영구적인 평화 가능성이 생기면서 신성 로마 제국의 "신성한" 성격에 대해 의구심을 갖는 사람들이 늘어났다.
교황과 신성 로마 제국은 근대 초기까지 특정 영토에 대해 실질적인 지배권을 가지고 있지 않더라도 전 세계에 걸쳐 관할권을 행사할 수 있는 보편군주제를 주장했다. 교황권과 함께 신성 로마 제국은 기독교 세계의 인정받는 중심이자 기독교의 중심 기둥을 대표했고, 신성 로마 제국은 실제 지배하는 영토의 범위가 아니라 항상 제국의 영향력과 인정된 세계질서에서의 위치가 제국에 진정함 힘을 부여했다. 교황과 신성 로마 황제의 이중 통치는 1648년 30년 전쟁의 종결과 함께 베스트팔렌 조약으로 사실상 종결되었고, 이후에 제국은 교황으로부터 영원히 분리되었다. 교황은 협상에서 아무 역할도 하지 않았으며, 교황 인노첸시오 10세의 눈에 평화는 8세기 전 카룰로스 시대 유럽을 하나로 묶은 교황과 황제 간의 사이 관계를 파괴했다. 이전에 유럽 군주들 간의 국제적 분쟁이 교황이나 황제에게 해결되고 중재되었던 것에서 17세기 이후부터는 현대적 국제 관계 및 외교 시스템의 진정한 출현이 일어났다.
기독교 세계 전체에 걸쳐 신성 로마 황제와 교황에게 부여된 전통적이고 이론적인 보편적 관할권에 대한 가장 큰 위협 중 하나는 16세기와 17세기에 탄생한 주권 국가의 등장이었는데, 주권국의 등장은 관할권이 직접 통제하는 영토라는 생각이 부상했다는 것을 의미했다. 신성 로마 제국과 교황령은 모두 고대 로마 제국의 후계를 자처하며 예수 그리스도의 지상 대표자로서 전 세계에 대한 관할권을 주장하였고, 이는 주권국의 통치자들에게 "보편적인 적국"이나 다름 없었다. 신성 로마 제국으로부터 자유롭게 주권을 주장한 왕들은 황제가 없기 때문에 자기 영토 내에서 절대군주의 법적 권한을 행사하고 자신의 백성들을 외부의 적으로부터 보호했다. 카를 5세(1519~1556)와 페르디난트 2세(1619~1637)와 같은 야심찬 황제들은 보편적으로 주장하는 권할권과 실제 제국 영토를 통합하려고 시도하였으며 이는 유럽 주권국의 존속 여부를 위협했다. 하지만 카를 5세는 교황에 의해 대관을 받은 마지막 신성 로마 황제였으며, 많은 사람들이 무시하는 교회의 수호자로 공식 선언된 마지막 황제였다.

### 18세기 신성 로마 제국

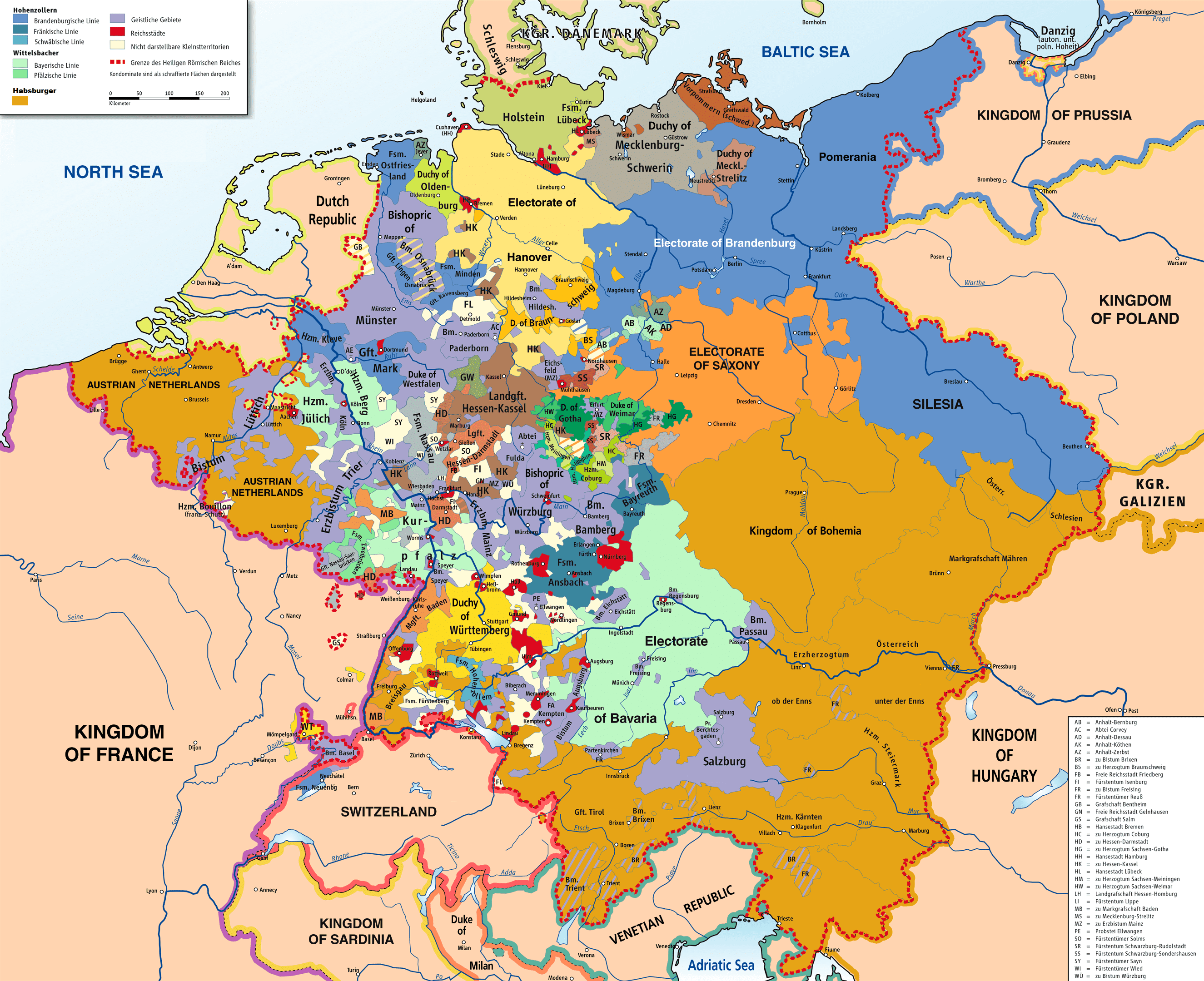
1789년 신성 로마 제국과 그 내부 구역과 봉신들의 지도.

18세기까지 신성 로마 제국에 대한 현대적인 견해는 보편적으로 긍정적이지 않았다. 예를 들어 서점이자 출판사인 요한 하인리히 제들러(Johann Heinrich Zedler)는 1745년 《Grosses Universal-Lexicon》이라는 책에서 "신성 로마 제국의 질병"이라고 언급하면서, 제국이 어느 정도 "아프다"는 생각이 널리 퍼졌다. 이러한 견해는 제국이 국가가 아닌 것으로 명시적으로 정의된 베스트팔렌 조약으로 거슬러 올라간다.
17세기의 역사가 사무엘 폰 푸펜도르프는 제국이 "특이한 형태의 정부"를 갖고 말하며 효과적이고 기능적인 국가에게 필요한 것이 결여된 "괴물"이라고 조롱했고, 이는 유명해졌다. 상비군과 중앙 재무부의 부재, 세습이 아닌 선택적인 군주가 행사하는 약한 중앙 통제는 모두가 통일된 독일 국가가 없다는 생각을 만들었다. 동시대인들의 관점에서 볼 때, 제국은 "정규적인" 군주국에서 매우 불규칙적인 군주국으로 퇴보했다. 신성 로마 제국은 대부분 제국의 봉신들 자신뿐만 아니라 유럽 전역의 국가들도 참여하는 자기 균형 시스템을 통해 보존되었다. 18세기에 유럽 전역의 통치자들은 단일 독일 국가가 유럽에서 가장 큰 힘이 될 수 있다고 생각했으며, 대부분의 유럽 사람들에게 중부 유럽을 "부드러운" 상태로 유지하는 것이 모두의 이익에 부합하는 일이었다.
일부 독일의 낭만주의자들과 민족주의자들은 독일이 다시 태어나려면 신성 로마 제국이 멸망해야 된다고 주장했지만, 많은 제국 내의 신민들은 "병든" 제국이 치유되고 부활할 수 있다고 믿었다. 19세기 초반 몇 년 동안 제국 내에서 광범위한 조직 개편과 권력의 변화가 있었으며, 1801년에 프랑스와의 뤼네빌 조약으로 네덜란드와 이탈리아에 대한 제국의 지배가 끝이 나고 북쪽 독일에서 강력한 통치자가 등장했다. 예를 들어 프로이센의 왕은 이전에 분리된 많은 제국의 봉신들과 영지를 한 통치자가 지배하도록 통합시켰다. 이는 제국의 전통적인 정치적 위계를 붕괴시켰지만, 이것이 제국의 몰락으로 이어질 것인지에 대해서는 동시대인들에게 명확하지 않았다. 당시 일반적으로 사람들은 이것을 종말을 향한 마지막 단계가 아니라 새로운 시작을 의미한다고 생각했다. 더욱이, 제국 내의 많은 대중들은 "비정규적" 군주제로서의 본성을 부정적인 것으로 보지 않고 새로운 정치, 새로운 질서를 형성하는데 관심이 없었으며, 새로운 구조를 만드는 것이 아니라 이미 존재하는 구조를 보강하려고 했다. 베스트팔렌 조약은 제국이 비동맹적이고 수동적인 상태를 유지하면서 유럽의 평화를 유지하기 위해 노력할 것이라고 명시하고 있었으며, 대부분의 제국 내 신민들은 이에 동의했다.
18세기에 걸쳐, 신성 로마 제국의 통치 가문이었던 합스부르크가는 그들의 제국에서의 역할을 다소 소홀히 했다. 신성 로마 황제 레오폴트 1세(1658~1705)가 제국을 강화하고 이익을 증진시키기 위해 노력했지만, 당시 가장 높게 평가된 문화를 갖고 그에 대한 정책을 펼친 오스만 제국과의 전쟁을 일으켰으며, 무엇보다도 그의 아들들이자 후계 황제인 요제프 1세(1705~1711)와 카를 6세(1711~1740)이 제국 전체의 이익보다 자신들의 왕가 이익에 집중하면서 레오폴트 1세의 목표는 이루어지지 못했다. 1705년 신성 로마 제국에서 외교적 의무와 책임이 제국의 수상에서 빈의 궁정 총리로 넘어갔다. 카를 6세가 사망하자 그의 딸 마리아 테레지아는 그의 직책과 칭호 대부분을 물려받았지만, 그녀는 제국에 대해 생각하지 않고 황후의 양위를 거부하면서 대관식을 "카스펄레 쇼"(펀지와 주디 쇼)라고 언급하였다. 또한 그녀는 그녀의 프란츠 1세(1745~1765)가 황실의 칭호를 받고 황실 대관식 예복을 입은 모습을 보고 웃음을 떠뜨렸다. 마리아 테레지아와 프란츠 1세의 아들이자 후계 황제인 요제프 2세(1765~1790)는 제국에 대해 생각하지 않는 행동이 그들보다 더 심했고, 심지어 1778년 요제프 2세는 황실 직위를 포기할 것을 고려하도 했다. 이후 1784년 벨기에, 오스트리아령 네덜란드에 있는 자신의 영지를 바이에른 선제후국과 교환하기를 희망하였을 때, 황제 직위를 포기하고 바이에른 선제후 찰스 시어도어에게 넘기는 것을 고려했다. 제국은 합스부르크의 무관심 때문에 반드시 멸망하지는 않았다. 황제들이 제국을 무시하고 있을 때, 제국의 강력한 봉신들은 독일의 통합을 강화하기 위한 조치를 취했다.
신성 로마 제국이 "아프다"는 생각이 널리 퍼졌음에도 불구하고, 제국은 1790년대 프랑스 혁명 전쟁에 가담하기 전까지 직접적으로 쇠퇴하지 않았다. 18세기에 제국의 제도는 르네상스와 유사한 성질을 가진 것을 경험하고 있었다. 제국은 유럽에 강력한 제국 국가에 의해 지배되기 시작하던 시기에 더 작은 국가와 영토의 권리를 가장 안전하고 최선으로 보장할 수 있도록 대표하고 있었다. 약한 중앙 정부로 인해 제국의 구성 영토는 자신들의 운명에 영향력을 갖을 수 있었고 중앙 제국의회는 정책과 법을 결정하고 제국이 프랑스와 두 개의 분리된 제국 최고 법원과 제국관구는 제국에 대한 프랑스와의 위협에 대한 대응을 선택할 수 있게 했다. 또한, 제국의회에서 권력이 약한 황태자가 평화를 유지하고 제국 내의 차이점을 해결하면서 보다 강력한 제국을 만들도록 설득할 수 있는 장소로도 쓰였다.

## 프랑스와 나폴레옹과의 전쟁

### 오스트리아 전쟁에 대한 노력과 대응

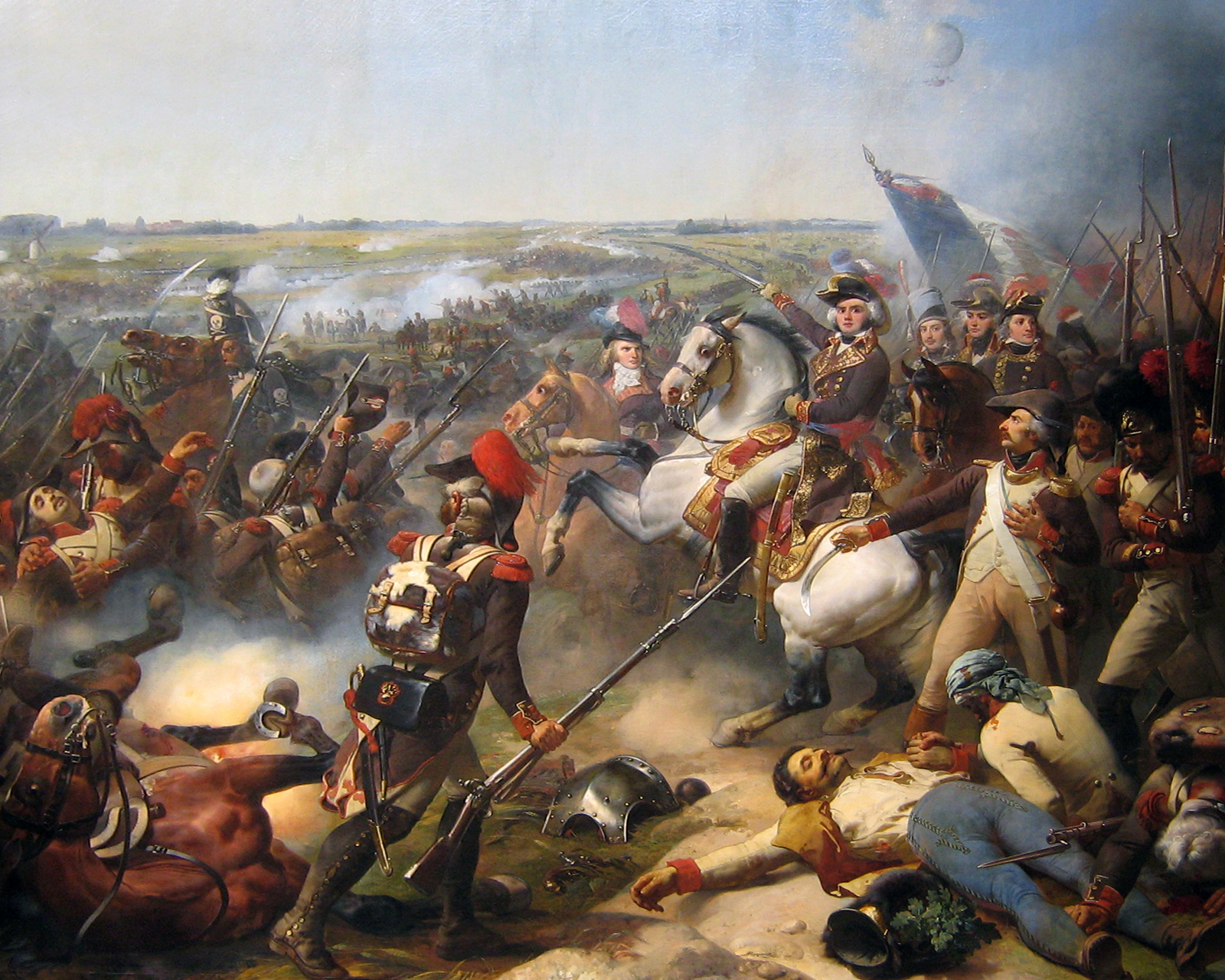
장 바티스트 모자이스(Jean-Baptiste Mauzaisse)가 1837년에 그린 1794년의 플뢰뤼스 전투의 모습.

1792년 프랑스 제1공화국의 군대가 네덜란드를 점령하고 신성 로마 제국 내에서 가장 주축인 프로이센이 폴란드 영토(폴란드 2차, 3차 분할)에 관심을 집중하기 위해 프랑스와의 전쟁에 대한 노력을 하지 않고 있을 때부터 북부 독일이 프랑스에게 자원과 군사력이 빼기기 지기 전까지 신성 로마 제국은 스스로를 잘 방어하고 있었다. 프랑스와의 전쟁에 직면하여 제국이 점점 더 어려워지고 있었음에도 불구하고 제국 내에서 대규모 대중 소요 사태는 없었다. 오히려 신성 로마 제국의 멸망에 대한 것은 고위 정치계에 관련이 있다. 혁명 전쟁에서의 제국의 패배는 점진적인 붕괴에 있어서 가장 결정적인 단계였다. 프랑스와 신성 로마 제국 간의 전쟁은 프랑스가 헝가리의 왕으로서의 프란츠 2세에게 전쟁을 선포하면서 시작되었다. 헝가리보다 넓은 제국 내의 대부분의 국가와 군주(프로이센 왕과 마인츠의 선제후 등의 영향력 있는 인물들을 포함)들은 전쟁이 내키지 않았지만 합스부르크의 편에서 전쟁에 가담했다는 것은 제국의 이상이 18세기까지도 여전히 살아 있었다는 것을 의미한다.
운명이 바뀐 핵심 포인트는 프로이센이 전쟁에 대한 노력을 포기했다는 것이었다. 프로이센은 제국 내에서 오스트리아의 영향력에 대항하는 유일한 균형자였다. 브란덴부르크와 같은 프로이센의 서부 지역은 신성 로마 제국의 공식적인 부분으로 남아 있었고 프로이센은 계속에서 독일 의회에서 대표되었지만, 프로이센은 제국에서 오스트리아와 영향력을 놓고 경쟁하는 것을 중단하였다. 오스트리아는 독일 남부의 국가들의 수호자 홀로 섰고, 결국 그 중 많은 국가들이 프랑스와 별도의 평화 조약을 맺는 것을 고려하기 시작했다. 오스트리아군이 뷔르템베르크와 바덴이 프랑스와의 정식 협상을 시작했다는 사실을 알게 되었을 때, 이 두 지역에서 파견된 군대들은 1796년에 해산되고 무장 해제되어 황제에 대한 분노를 일으켰고, 이는 프랑스와의 전쟁에서의 손실과 함께 합스부르크 황제가 독일 내에서 전통적인 봉신들을 더 이상 보호할 능력이 없음을 나타냈다.
프랑스와의 전쟁 결과, 제국은 실질적인 영토 재편(프로이센의 지원을 받는 소위 제국사절회의 주요결의안(Reichsdeputationshauptschluss))이 있었는데, 이로써 합스부르크 군주국은 영토를 잃은 영주들에게 보상하고 제국의 반봉건 체제를 유효화하는 것을 의미했다. 교회 영토의 거의 완전한 폐지와 바이에른, 바덴, 뷔르템부르크, 헤센-다름슈타트와 나소의 영토 획득 등 거대한 변화가 있었지만 가장 중요한 변화는 제국의 선거인단에 있었다. 잘츠부르크는 네 번째 가톨릭 선거구로 추가되고, 뷔르템부르크, 바덴, 헤센카셀이 각각 네 번째, 다섯 번째, 여섯 번째 개신교 선거구가 되어 신성 로마 제국에서 역사상 처음으로 개신교가 다수를 차지하게 되었으며, 이는 당시 황제 프란츠 2세가 그의 봉신들과 제대로 일할 수 있을지에 대해 의구심을 불러 일으켰다. 오스트리아 정권은 새로운 체제를 작동시키기 위해 상당한 시간과 자원을 소비했지만 당시의 사람들은 재조직이 본질적으로 제국을 멸망시켰다고 평결했다.

### 나폴레옹의 대관식에 대한 반응

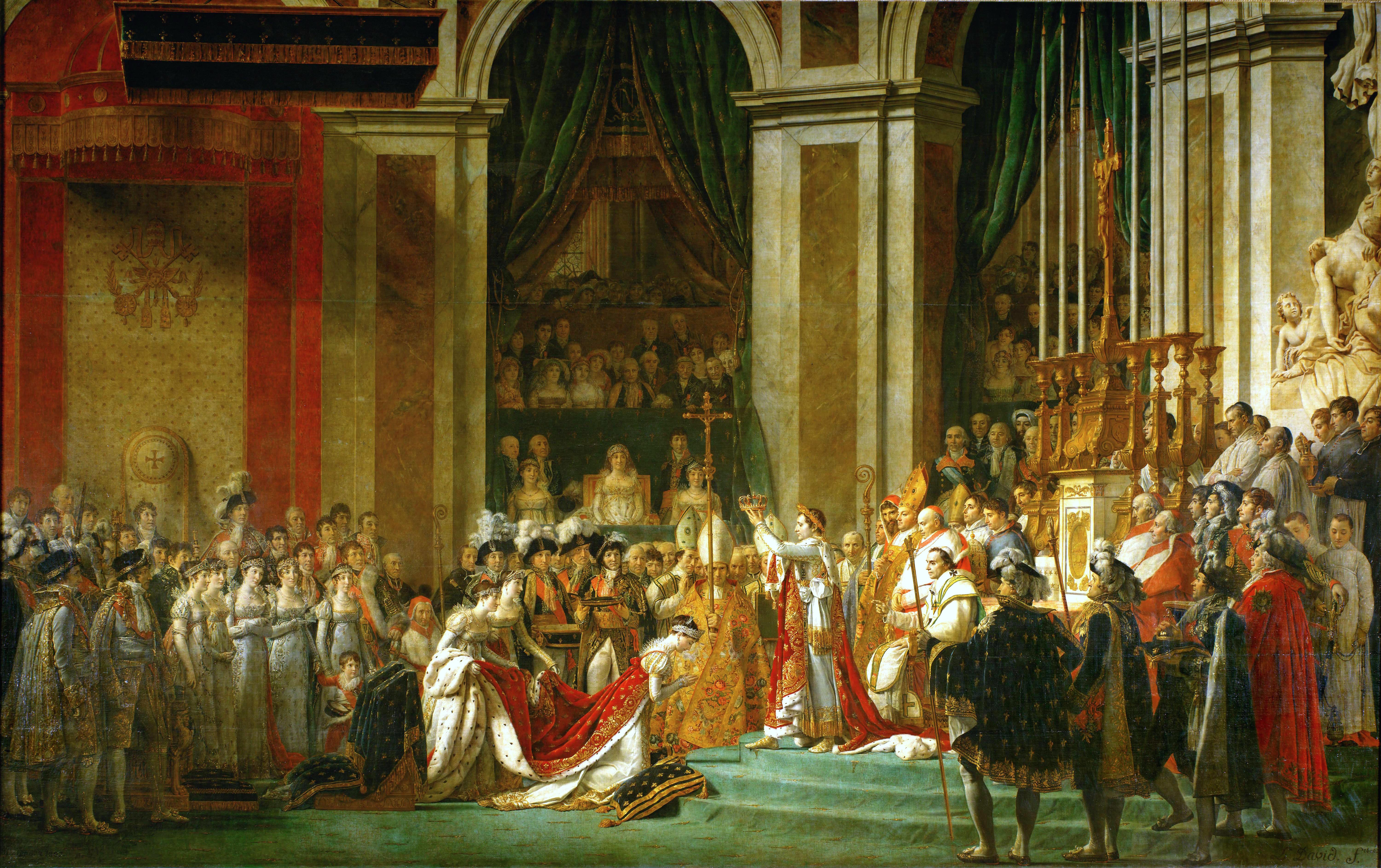
1807년 자크루이 다비드가 그린 《나폴레옹 1세의 대관식》의 모습.

프랑스 공화국의 수장이었던 나폴레옹 보나파르트는 1804년 "프랑스인의 황제"라는 칭호를 받았다. 이 대관식에 참여한 사람 중에서 중요한 인물 중 한 명은 교황 비오 7세였는데, 아마도 나폴레옹이 교황령을 정복할 계획을 두려워했을 것이다. 비오 7세는 나폴레옹이 자신의 대관식과 카롤루스의 대관식과 상징적으로 연결했다는 것을 알아차렸고, 나폴레옹의 칭호와 로마 제국 황제 사이의 유사점을 포착했을 가능성이 크다. 대관식에 참석한 비오 7세는 로마인(따라서 프랑크인과 독일인)에서 프랑스로의 제국 권력 이전(translatio imperii)을 상징적으로 승인했다.
나폴레옹의 대관식은 신성 로마 제국에서 엇갈린 반응을 나오게 했다. 프랑스에서 군주제로의 복귀를 환영받았지만(그 군주가 나폴레옹이라는 점에서 불행한 일이었지만), (왕국이 아닌)제국의 칭호는 환영받지 못했다. 제국 내에서 나폴레옹의 칭호는 러시아 황제가 신성 로마 황제와 동등하도록 주장하도록 고무시키고, 영국의 조지 3세와 같은 다른 군주들까지도 스스로를 황제라고 선포하도록 부추길 것이라는 우려를 불러일으켰다. 합스부르크와 조지 3세의 관계는 매우 복잡해졌다. 외교에서 빈 법원은 영국의 왕이 황제가 아니라 왕에 불과했기 때문에 수년 동안 영국의 왕을 "폐하"로 부르는 것을 거부했었다. 합스부르크의 외교관 루드윅 폰 코벤즐은 나폴레옹 대관식의 결과를 두려워하며 신성 로마 황제 프란츠 2세에게 "로마 황제 폐하께서는 아직까지 러시아 황제를 포함한 모든 유럽의 권세자들보다 우위를 점하고 있습니다."고 말했다고 전해진다.
제국에서 나폴레옹의 황제 칭호는 혐오스럽게 여겨졌지만, 오스트리아 황제들은 즉시 그를 황제로 받아들이기를 거부하면 프랑스와의 전쟁에 제개될 것임을 깨달았다. 결국 제국에서는 나폴레옹을 황제로 받아들이면서 신성 로마 황제의 탁월함을 어떻게 유지하느냐에 초점이 맞춰졌다. 프랑스는 1757년, 1797년, 1801년에 공식적으로 오스트리아와 동등한 국가로 인정받았고, 같은 곳에서 프랑스와 오스트리아보다 신성 로마 제국이 더 우위에 있다는 것을 받아들였다. 이에 오스트리아는 오스트리아와 프랑스 사이의 동등성을 유지하고 로마 황제의 칭호를 두 나라보다 탁월한 것으로 인정하기 위해 자신들을 제국으로 격상시키기로 결정했다.

### 오스트리아 제국

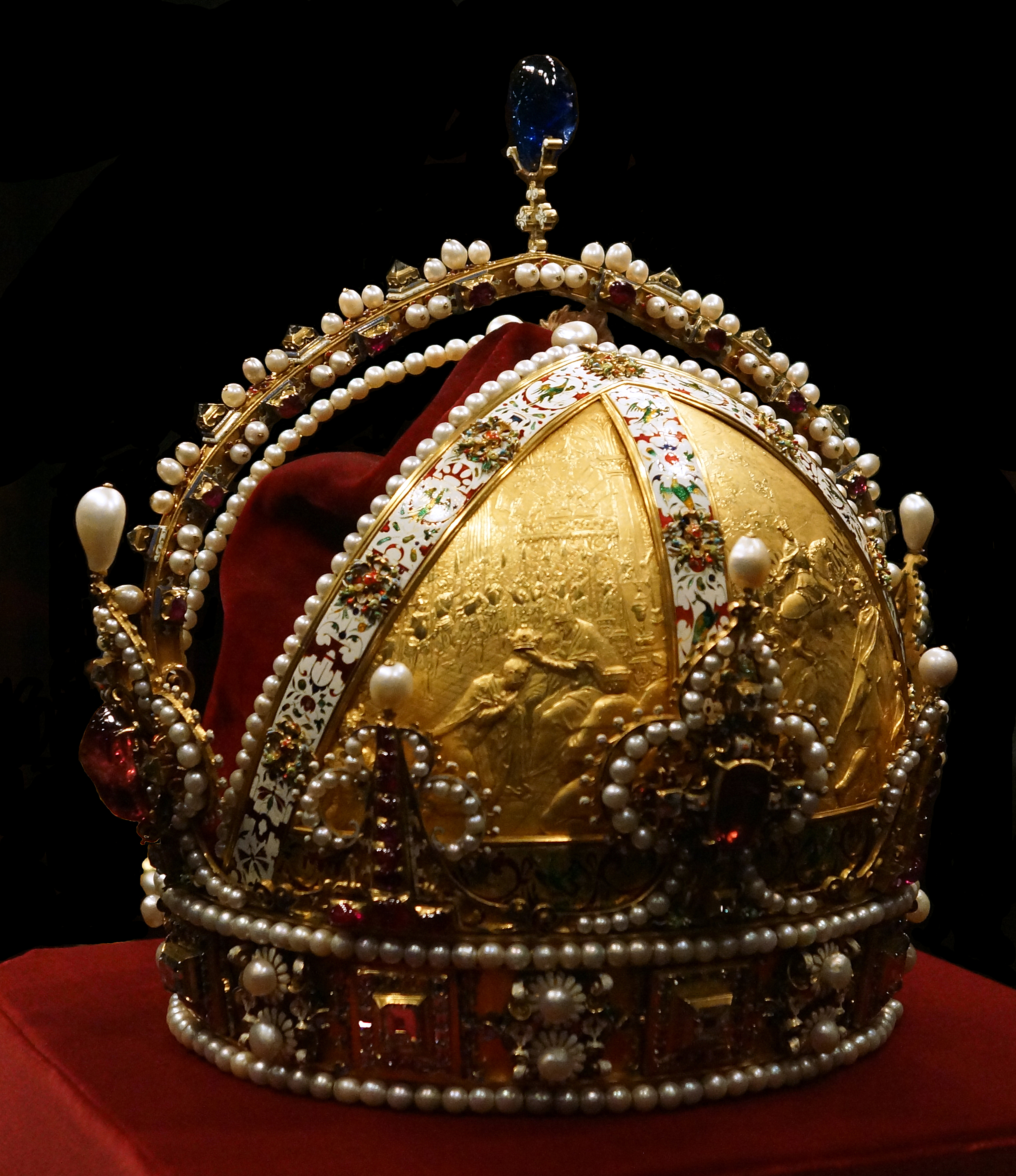
오스트리아 제국 왕관은 신성 로마 황제였던 루돌프 2세를 위해 만들어져 오스트리아 합스부르크가 끝날 때까지 사용되었다.

프란츠 2세는 1804년 8월 11일 자신을 신성 로마 황제이자 오스트리아의 황제로 선언했다. 루드윅 폰 코벤즐는 별도의 오스트리아의 세습 칭호를 통해 합스부르크가 다른 통치자들과 동등성을 유지하고 (코벤즐은 신성 로마 황제를 단순히 칭호로만 여겼기 때문에) 이후에 신성 로마 황제의 직위에 대한 선거를 보장할 수 있을 것이라고 생각했다. 합스부르크 왕가 아래에 있는 신민의 수, 왕실이 갖고 있는 광대한 영토, 왕가와 신성 로마 제국 사이의 오랜 연관성 등을 포함하여 오스트리아 제국의 설립을 정당화하는 데에는 수많은 이유가 사용되었다. 이 이유에서 중요한 점은 프란츠 2세가 전통적인 의미에서 최고의 기독교 군주였으며, 그가 원하는 어떤 위엄을 스스로에게 수여할 자격이 있다는 것이었다. "오스트리아의 황제"라는 칭호는 신성 로마 제국의 안팎의 현재 위치와 상관 없이 프란츠 2세의 개인 영지(오스트리아뿐만 아니라 보헤미아와 헝가리 등의 땅)와 관련이 있게 되었고, 이러한 의미에서 "오스트리아"는 지리적 위치가 아니라 왕조(종종 공식적으로도 "합스부르크 가문" 대신 "오스트리아 가문"으로도 불림)를 말한다.
신성 로마 제국의 황제라는 칭호는 보편적인 기독교 제국의 전통적인 이상을 구현했기 때문에 "프랑스의 황제"와 "오스트리아의 황제" 모두에게 두드려졌다. 오스트리아와 프랑스의 황제 모두 이 제국을 통치한다고 주장하지 않았으며 이는 전통적이고 확립된 세계 질서를 방해하지 않았다. 오스트리아와 프랑스 제국의 칭호는 어느 정도 왕족 칭호(세습이기 때문에)로 간주되었으며 오스트리아인들의 마음에는 여전히 유럽에 단 하나의 진정한 제국과 진정한 황제만이 남아 있었다. 이는 프란츠 2세의 칭호인 "선출된 로마 황제, 영원한 아우구스투스, 오스트리아의 세습 황제"에서 살펴볼 수 있으며, 항상 로마 황제 칭호 뒤에 오스트리아 칭호를 뒤에 두었다.
나폴레옹은 자신의 제국 칭호가 어떠한 양보에 얽매이지 않으려고 했지만, 보다 넓은 인정을 받기 위해서는 오스트리아의 인정이 필요했고, 이에 프란츠 2세는 새 칭호를 인정하는 것을 동의했다. 대관식에 앞써, 나폴레옹은 프란츠에게 개인적으로 축하 편지를 보냈다. 영국의 조지 3세는 10월에 나폴레옹의 칭호를 인정했고 러시아 황제 알렉산드르 1세는 "찬탈자 나폴레옹으로 자신을 낮추는 것"을 반대했지만 결국 11월에 나폴레옹의 칭호를 인정했다. 프란츠 2세에 대한 중대한 반대는 스웨덴에 의해 제기되었으며, 스웨덴은 제국 영지인 스웨덴 포메라니아를 독일 의회에 보유하게 되었다. 스웨덴인들은 이 칭호를 제국헌법의 "명백한 위반"으로 보았고, 제국헌법의 보증인으로서의 특권을 주장하며 독일 의회에서의 공식적인 토론을 요구했지만, 이것은 독일 의회의 다른 정당들이 11월에 여름 휴회에 동의하면서 무력화되었다. 칭호를 옹호하는 제국 대표자들은 제국 내에서 이미 다른 이중 군주제의 사례가 있기 때문에 제국 헌법을 침해하지 않는다고 주장했다.

### 프레스부르크 조약

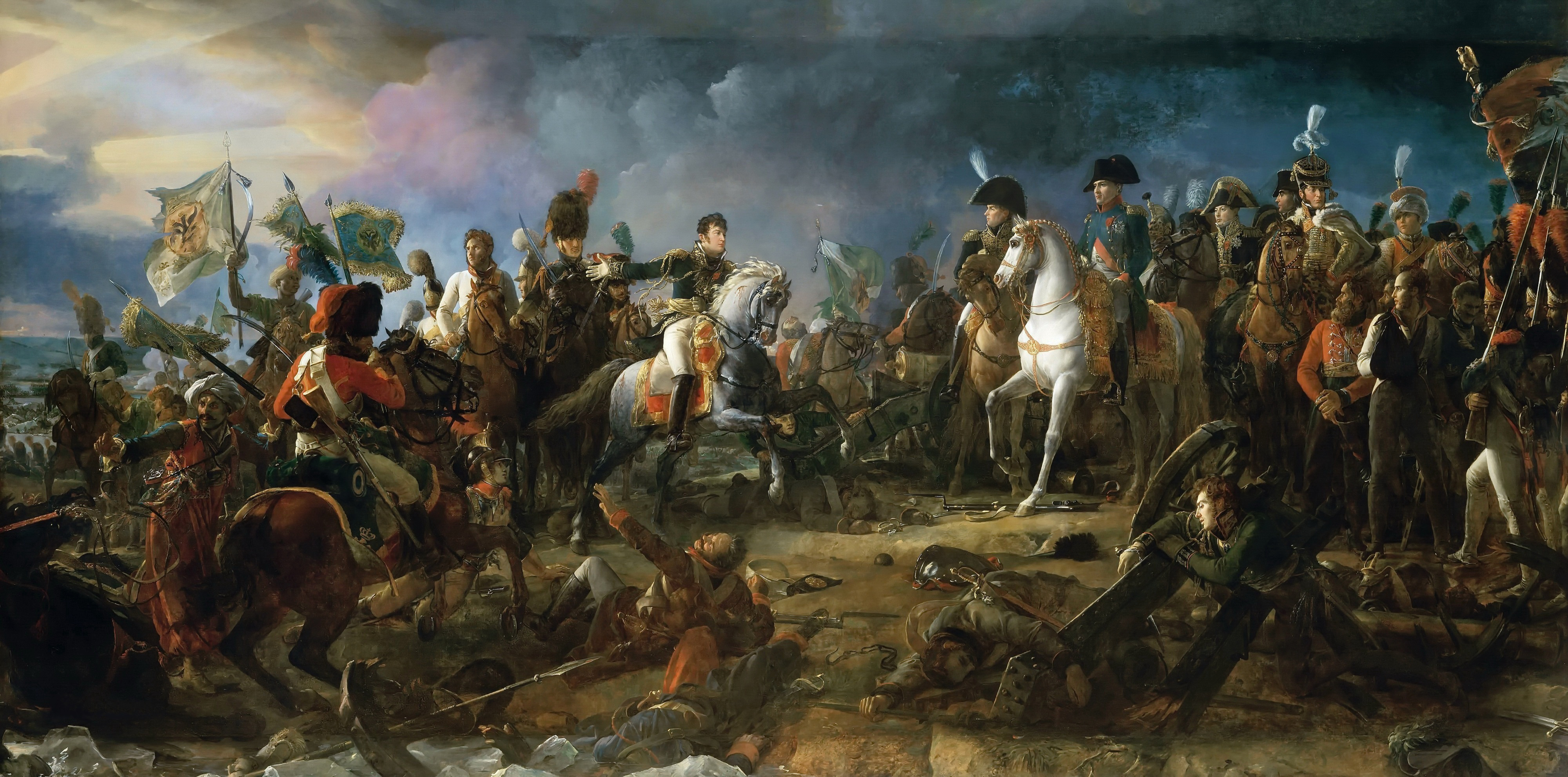
프랑수아 제라르(François Gérard)가 그린 아우스터리츠 전투에서 나폴레옹의 모습.

1805년 프랑스에 대항하는 제3차 대프랑스 동맹 전쟁은 오스트리아에게 너무 빨리 찾아왔다. 1805년 12월 2일 아우스터리츠 전투에서 패배한 오스트리아는 1805년 12월 26일 프레스부르크 조약을 통해 나폴레옹이 지시한 조건을 받아들여야 했다. 이것은 제국 헌법에 의도적인 모호성을 만들었다. 바이에른, 바덴, 뷔르템베르크는 신성 로마 제국의 새로운 이름인 게르만 동맹(게르만 연합)에 남아 있는 동안 완전한 주권을 부여 받았다. 마찬가지로, 클레베 공작령, 베르크 공작령, 마크 자치주(제국 영토가 조아킴 뮈라에게 이전됨)가 제국의 영지로 남을 것인지 프랑스 제국의 일부가 될 것인지는 의도적으로는 불분명했다. 1806년 3월 말까지, 나폴레옹은 그 지역들이 명목상으로 제국 내에 남아 있어야 하는지 확신하지 못했다.
1803~1804년의 리테르슈투름(Rittersturm)에서 자유 제국 기사들은 1805년 11~12월 나폴레옹과 동맹을 맺은 국가들에게 두 번째 공격과 합병의 대상이 되었다. 결국 1806년 1월 20일 기사단(corpus equestre)은 자체적으로 해체되었다. 제국이 해체되면서 기사단은 자유도 제국도 아닌 새로운 주권 국가의 지배를 받게 되었다.
동시대인들은 아우스터리츠 전투에서의 패배를 세계사적 의미에서 전환점으로 보았으며, 프레스부르크 조약 또한 급진적인 변화로 여겨졌다. 이 조약은 이전의 조약을 일반적으로 확인하지 않았으며 바이에른, 바덴, 뷔르템베르크를 제국과 동등하게 만드는 반면 뒤의 것들은 단순히 독일 연방으로 격하시키는 것처럼 보였다. 그럼에도 불구하고, 바이에른과 뷔르템베르크는 제국의회에서 자신들이 제국법을 적용받는다는 것을 재확인했다. 일부 주석가들은 조약에서 plénitude de la souveraineté가 영방주권(황실 영지가 소유한 유사한 주권)의 프랑스어 번역일 뿐이며 조약이 회원국과 제국 간의 관계를 바꾸게 하지 않았다고 주장한다.

## 라인 동맹의 결성
1806년 상반기 동안, 바이에른, 바덴, 뷔르템베르크는 제국과 나폴레옹의 요구 사이에서 독립적인 길을 개척하려고 시도했다. 1806년 4월, 나폴레옹은 앞 3개국이 프랑스와 영구적으로 동맹을 맺으면서 자신의 아래에 있는 조정 위원회(commission de méditation)에 복종하고 제국과의 전쟁에 참여하는 것을 포기하는 조약을 체결할 것을 요구하였다. 이러한 모든 것에도 불구하고, 3개국은 제국의 구성원으로 남아 있어야 했다. 결과적으로 뷔르템베르크는 조약에 서명을 거부하였다.
1806년 6월, 나폴레옹은 제국 외부에서 북부 독일 연방(confédération de la haute Allemagne)을 창설하도록 바이에른, 바덴, 뷔르템베르크에 압력을 가하기 시작했다. 1806년 7월 12일, 이 3개의 선제후국과 13개의 다른 작은 독일의 군주들은 사실상 프랑스의 위성국인 라인 동맹을 결성하였다. 8월 1일, 독일 의회는 나폴레옹이 더 이상 신성 로마 제국의 존재를 인정하지 않는다는 것을 프랑스 사절에게 듣게 되었고, 같은 날 라인 동맹을 결성한 9명의 군주들은 아우스터리츠 전투에서의 패배로 신성 로마 제국이 이미 무너지고 기능을 상실했다고 주장함으로써 자신들의 지위를 정당화하는 선언을 발표하였다.

## 프란츠 2세의 퇴위

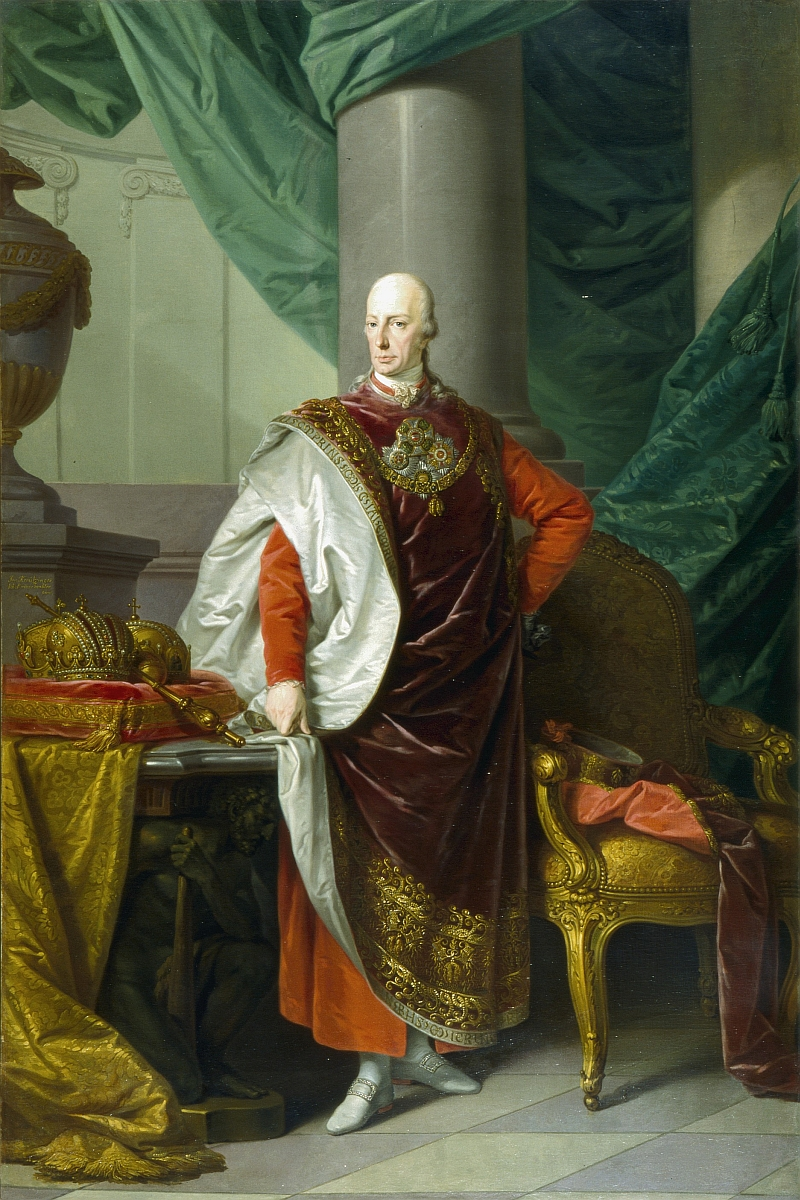
오스트리아의 황제로서의 프란츠 2세를 그린 그림, 날짜 미상, 잘츠부르크 박물관.

1804년 나폴레옹이 자기 자신에게 "프랑스인의 황제"라는 칭호를 수여하고 1805년 아우스터리츠 전투에서 오스트리아가 패배하자 합스부르크 왕가는 제국의 칭호와 제국 전체를 방어할 가치가 있는지에 대해 고민하기 시작했다. 바덴, 뷔르템베르크, 바이에른과 같은 명목상 신성 로마 황제를 섬겼던 많은 군주들과 국가들은 공공연하게 제국의 권위에 도전하고 나폴레옹의 편에 들었다. 그 때까지도 제국의 중요성은 실질적인 통치가 아니라 위신에 있었다.
1806년 프란츠 2세의 행동의 배경에는 나폴레옹 프랑스와의 추가 전쟁을 피하기 위해 토대를 마련하는 것이었다. 당시 합스부르크 왕가가 갖고 있던 한 가지 걱정은 바로 나폴레옹에게 신성 로마 황제 칭호를 주장하려는 열망이 있을지도 모른다는 것이었다. 반면 나폴레옹은 카롤루스의 유산에 매료되어 있었다. 카롤루스의 왕관과 칼의 복제품은 나폴레옹의 프랑스 황제 즉위식에서 사용되기 위해 만들어졌고,(즉위식 중에 사용되지는 않았다) 그는 의식적으로 로마 제국의 상징을 되살렸으며 황제 칭호에 내포된 보편적 지배와 유사한 유럽의 새로운 질서를 만들기를 희망했다. 그러나 나폴레옹의 카롤루스에 대한 상상은 옛 독일 황제의 상상과는 달랐다. 나폴레옹은 카롤루스를 독일의 왕으로 인정하는 대신 그를 중부 유럽과 이탈리아 전역으로 프랑스의 통치를 확장한 프랑크인 정복자로 보았고, 이에 따라 나폴레옹은 이것을 성취하고자 했던 것이었다.
오스트리아는 빠르게 일어나는 사건들에 대한 반응이 느렸다. 또한 이미 6월 17일에 프란츠 2세는 오스트리아에게 가장 좋은 시간에 퇴위하기로 결정했으며, 클레멘스 폰 메테르니히 후작을 나폴레옹의 의도를 파악하기 위해 파리에 파견했다. 7월 22일, 나폴레옹은 프란츠 2세가 8월 10일까지 퇴위할 것을 요구하는 최후 통첩에서 그들에게 자신의 생각을 확실히 했다. 이러한 상황에도 불구하고, 8월 2일까지 주요 위원회의 책임자인 요제프 하스는 신성 로마 제국의 멸망이 아직 막을 수 있기를 바랐다. 그러나 오스트리아 최고 사령부 사이에서는 퇴위가 불가피하며 황제의 봉신들의 의무를 덜어주면서 신성 로마 제국의 해체와 병행해야 한다는 의견이 지배적이었다. 또한 제국의 공식적인 해체가 나폴레옹이 제국의 칭호를 얻는 것을 방해할 수 있기 때문에 이와 같은 의견에 힘을 실어주었다. 황제의 부재 기간 동안 2개의 황제의 대리인인 작센과 바이에른은 제국의 권위를 행사할 자격이 있었고 둘 다 나폴레옹의 동맹 관계에 있었기 때문에 퇴위당한 (유일한 오스트리아의 황제로서의) 프란츠 2세는 (신성 로마 제국의 황제로서의) 나폴레옹의 봉신이 될 수 있었다. 나폴레옹이 신성 로마 제국의 황제가 되기를 열망했다는 구체적인 증거는 없지만, 특히 1806년 초에 라인 동맹을 결성하고 오스트리아를 상대로 승리한 뒤에 이러한 생각을 즐겼을 가능성이 높다. 그러나 아마도 나폴레옹은 신성 로마 황제 칭호가 (프란츠 2세가 신성 로마 제국과 오스트리아의 황제였음에도 불구하고) "프랑스인의 황제"라는 칭호와 결합될 수 없다고 생각하고 다른 제국의 칭호를 포기하지 않고 싶었기 때문에 잠재적인 로마에 대한 열망을 포기했었을 것이다. 나폴레옹의 일시적인 로마에 대한 열망은 서신에서도 알아볼 수 있다. 1806년 초에 그는 교황 비오 7세에게 "성하께서는 로마의 주권자이시지만 저는 로마의 황제입니다."라고 경고했었다.
나폴레옹이 황제 칭호를 얻는 것을 두려워하는 것보다 더 결정적인 이유는, 퇴위로 인한 프랑스의 약간의 양보로 오스트리아가 손실에서 회복하기 위한 시간을 벌기 위한 것이었다. 로마의 칭호와 보편적 기독교 군주제의 전통은 여전히 권위 있고 가치 있는 유산으로 여겨졌음에도, 이제는 과거의 것으로 간주되었다. 신성 로마 제국이 해체되면서 프란츠 2세는 오스트리아의 황제 프란츠 1세로서 그의 새로운 세습 제국의 지속적인 부상과 번영에 관심을 집중할 수 있었다.
1806년 8월 6월 아침, 신성 로마 제국의 전령은 호프부르크의 아홉 천사 합창단의 교회(Jesuit Church of the Nine Choirs of Angels)로 (둘 다 합스부르크 군주국의 수도 빈에 위치함) 가서 넓은 광장이 내려다보이는 발코니에서 프란츠 2세에게 선언문을 전달했다. 8월 11일 합스부르크 군주국의 외교관들과 제국의 전 봉신들에게 오스트리아가 제국 재무부에서 급여를 받은 사람들에게 보상할 것임을 약속하는 선언문 사본이 발송되었다. 프란츠 2세의 퇴위는 프랑스의 최후 통첩을 인정하지 않았지만, 제국 봉신들의 프레스부르크 조약의 해석으로 인해 프란츠 2세가 퇴위할 때 맡은 의무를 이행하는 것이 불가능하다는 점이 강조되었다.
신성 로마 제국에서 독특한 퇴위는 카를 5세의 퇴위를 예시로 들 수 있다. 하지만 프란츠 2세의 퇴위는 어떤 퇴위보다 독특했다. 이전의 퇴위에서는 새로운 황제를 선포할 수 있도록 황제의 왕관을 선제후들에게 돌려준 반면, 프란츠 2세의 퇴위는 제국 자체를 해산시켜 더 이상 계승할 수 있는 선제후가 없었다.

## 여파

### 반응

#### 대중적 반응

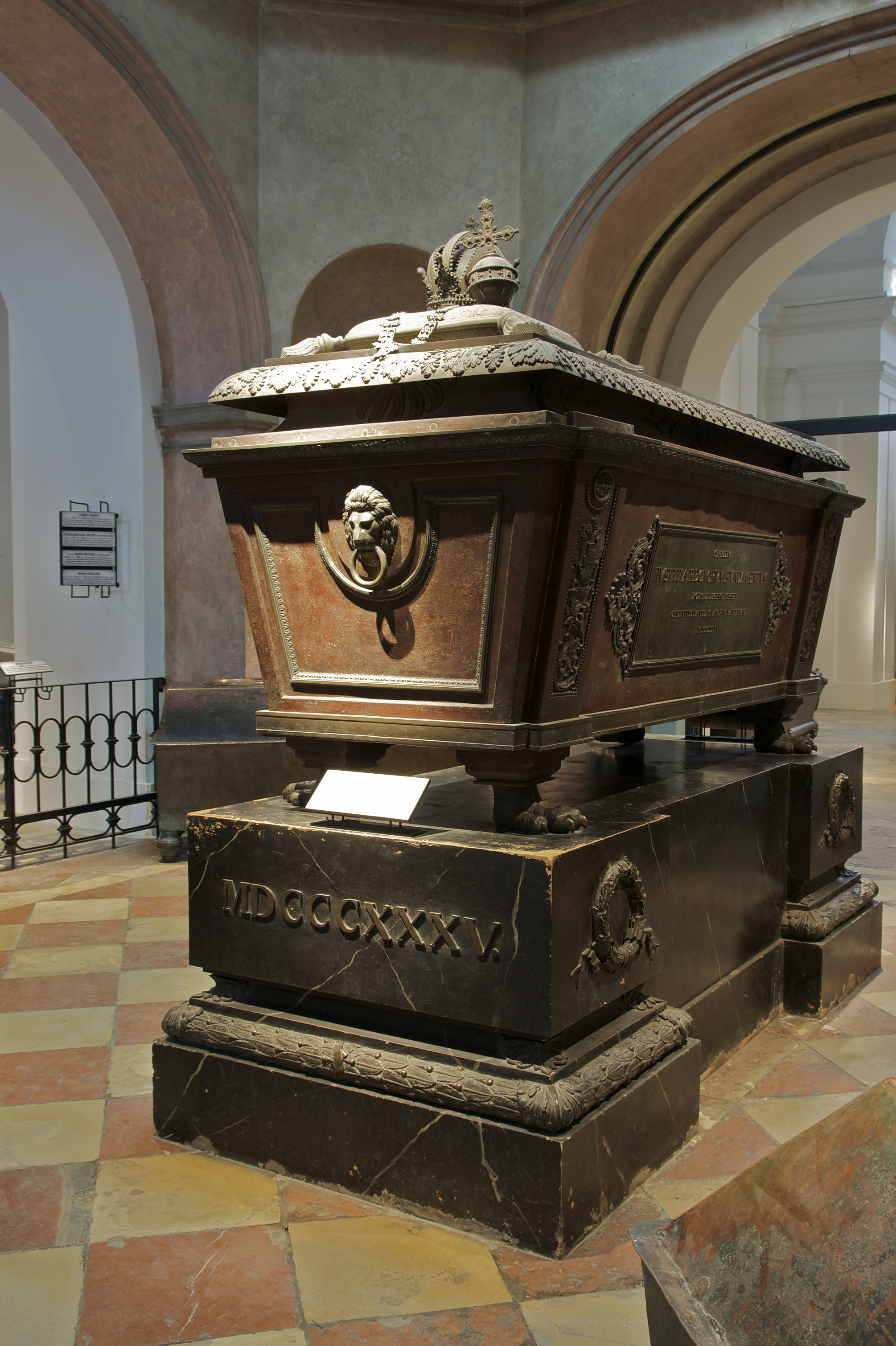
빈의 황실납골당에 있는 프란츠 2세의 석관의 모습. 석관 앞의 명판에서는 그를 "마지막 로마의 황제"로 묘사하고 있다.

천 년이 조금 넘게 지속된 신성 로마 제국은 눈에 띄지 않고 한탄치 않게 지속되지 않았다. 신성 로마 제국의 해체는 독일 전역에 충격을 일으켰고, 이전의 제국 내에서 대부분의 사람들은 분노, 슬픔, 수치심을 느꼈다. 라인 동맹 수립에 참여한 군주들도 이에 분노했다. 제국 의회의 바이에른 특사인 레흐베르크는 "독일 이름의 파괴에 서명한" 것에 대해 "분노한다"고 밝혔으며, 이는 사실상 제국을 파멸시킨 라인 동맹에 참여한 자신의 나라(바이에른)을 겨냥한 것이다. 법적 관점에서 프란츠 2세의 퇴위는 여러 논란의 여지가 있었다. 현대의 법률 주석가들은 퇴위 자체는 완벽히 합법적이지만 황제에게는 제국을 해산할 권한이 없다는 데에 동의했다. 이에 따라 제국의 몇몇 봉신들은 제국의 해체를 인정하지 않았으며, 1806년 10월 말까지 튀링겐의 농부들은 제국의 해체가 지방 당국의 음모라고 믿고 제국의 해체를 받아들이지 않았다. 구 제국 내의 많은 사람들은 제국의 해체는 자신과 독일의 미래에 대해 불확실하고 두려워하게 만들었다. 빈의 현대 보고서는 제국의 해체를 "이해할 수 없는 것"으로 묘사하고 대중들의 반응을 공포의 하나로 묘사했다.
일반 대중의 두려움과 달리 많은 현대의 지식인들과 예술가들은 나폴레옹을 구질서의 파괴자보다는 새로운 시대의 전령으로 보았다. 그 중에서 독일 민족주의자들이 대중에게 내세운 생각은 신성 로마 제국의 최종 붕괴가 독일을 보편적 기독교라는 퇴색하는 이상에 뿌리를 둔 다소 시대착오적인 사상으로부터 해방시키고 65년 뒤 독일의 민족 국가인 독일 제국으로 통일될 수 있는 길을 닦았다는 것이었다. 그러나 독일의 역사가인 헬무트 뢰슬러(Helmut Rössler)는 프란츠 2세와 오스트리아인들이 배은망덕한 독일을 구하기 위해 싸웠지만 대부분의 독일 구성국들이 그들을 배신하고 나폴레옹에게 합류했을 때 어쩔 수 없이 제국에서 철수하고 포기했다고 주장했다. 실제로, 1804년에 별도의 오스트리아 제국 칭호를 선언했다고 해서 프란츠 2세가 로마 황제로서의 권위 있는 지위를 포기한다는 의도가 아니었지만, 지위를 포기한다는 생각은 합스부르크에게 통제할 수 없는 상황들이 결정적인 행동을 취하도록 강요하면서 비로소 고려되기 시작했다. 요한 볼프강 폰 괴테는 제국의 해체에 대해 "내 마부가 언쟁을 벌이는 것보다 더 관심이 없다"고 빈정거리며 말했다.
제국의 해체 이후 작은 독일의 국가들을 안전을 보장하는 것이 무엇인지에 대한 두려움이 대두될 때, 독일의 시인 크리스토프 마르틴 빌란트는 독일이 이제 "종말의 시대"에 빠졌다며 한탄하면서 "한 때 영광스러웠던 국가를 짓누르는 이 치욕을 누가 견딜 수 있겠습니까! 이 상황을 개선할 수 있다면, 하나님께서 상황을 개선하실 수 있을 것입니다!"고 말했다. 어떤 사람들은 신성 로마 제국의 해체를 고대 로마 제국의 종말로 여겼다. 바이마르의 관료였던 크리스티안 고틀로프 포이크트(Christian Gottlob von Voigt)는 "시가 정치와 함께 간다면 제국의 위엄을 포기하는 것이 풍부한 물질을 제공한다. 로마 제국은 패망한 순서로 자리를 잡는다."고 말했다. 영국의 역사가 제임스 브라이스는 1864년 신성 로마 제국에 대한 그의 저서에서 제국의 정치 제도가 "세계에서 가장 오래된 정치 제도"이자 기원전 27년 아우구스투스에 의해 설립된 정치 제도라고 말했다. 또한 그는 제국에 관한 글에서 "구 세계와 새로운 세계를 그렇게 직접적으로 연결한 것은 없었다. 또한 현재와 과거의 이상한 대조를 많이 보여주고 유럽 역사의 많은 부분을 요약한 것은 없었다."고 말했다. 제국의 몰락과 붕괴에 직면했을 때, 동시대인들은 제국의 해체를 트로이아 전쟁에서 트로이아의 파국적인 몰락을 비유했는데, 이는 완전한 파괴와 문화의 종말이라는 개념과 트로이아가 관련이 있었기 때문이었다. 제국의 붕괴의 이미지는 계시학문의 이미지로 사용되어 신성 로마 제국의 붕괴와 임박한 세계 종말과 연관시켰다.(종말기에 활동할 것으로 예언된 마지막 로마 황제의 전설을 반영하였다.)
제국의 해체에 대한 비판과 항의는 프랑스가 관리하는 라인 동맹에서 일반적으로 검열되었다. 일반 대중들이 가장 비판한 것 중 하나는 이전의 제국 영토 전역에서 매일 교회 기도 중 제국과 황제를 위한 전통적 중보기도(intercessions)를 없애거나 교체했던 것이었다. 이후 친제국 성향 옹호자들에 대한 과도한 보복 사례 등의 프랑스의 탄압으로 이러한 비판은 곧 줄어들었다.

#### 공식적 및 국제적 반응

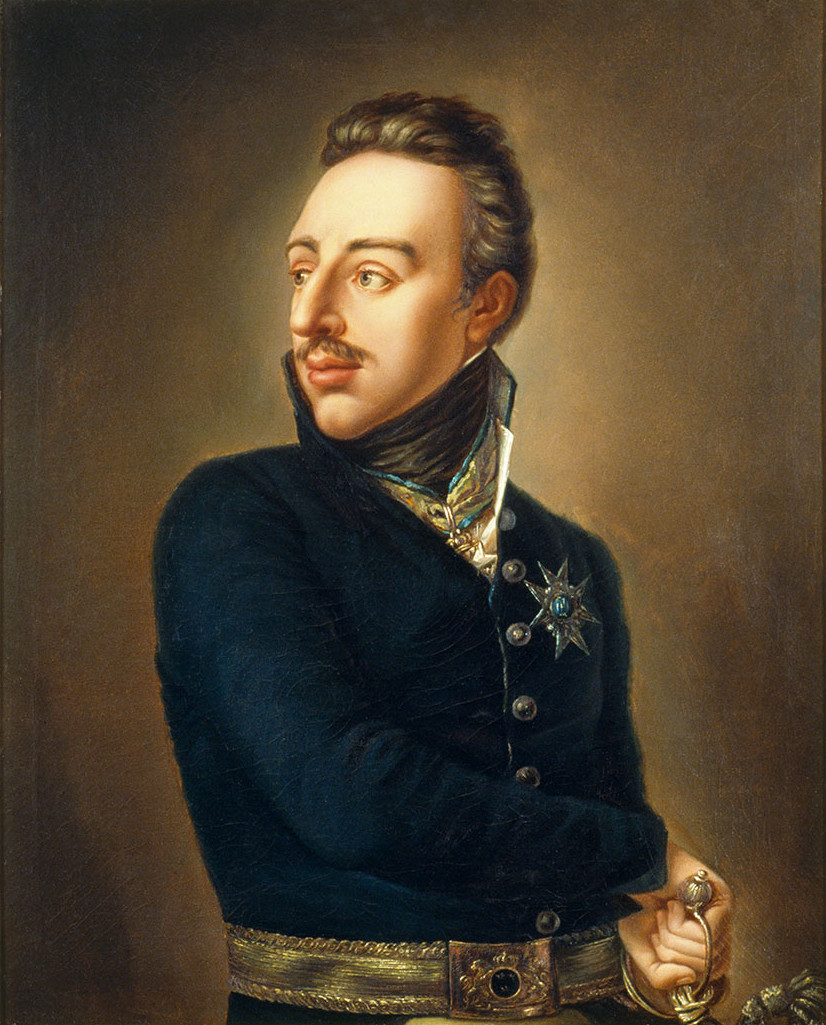
스웨덴의 왕 구스타프 4세는 1806년 독일 신민들에게 제국의 해체가 "독일 국가를 파괴하지 않을 것"이라고 발표하였다.

공식적인 입장에서 프로이센의 반응은 "시간에 의해 신성시되는 명예로운 동맹의 끝"이라는 유감을 표명하는 형식적인 표현일 뿐이었으며, 독일 의회의 프로이센 대표였던 괴르츠 남작은 합스부르크 가문과 그들의 이전에 황제 역할을 맡은 것에 대해 감사와 애정이 뒤섞인 슬픔으로 표현했다. 괴르츠 남작은 1792년 프란츠 2세가 신성 로마 황제로 선출되었을 때, 브란덴부르크 변경백국(프로이센의 영토)의 선거 사절로 참여하였고, 이후 "이 단계는 이미 예상했겠지만, 그렇다고 해서 현실이 덜 감동적이고 짓누르게 만드는 것은 아니다. 그것은 한 사람이 매달리려 했던 마지막 희망의 실을 끊는다."고 말했다. 헤센카셀 선제후국의 오스트리아 특사인 폰 비센베르크 남작은 윌리엄 1세가 눈물을 흘리며 "독일이 그토록 오랫동안 행복과 자유를 누려온 헌법"의 상실에 대한 애도를 표했다고 보고했다.
국제적으로 제국의 해체는 엇갈리거나 무관심한 반응을 받았다. 러시아의 황제 알렉산드르 1세는 아무런 응답을 하지 않았고 덴마크의 크리스티안 7세는 제국이 해체된 지 몇 달 뒤에 일부 독일 땅들을 공식적으로 자신의 왕국의 땅으로 통합했다. 스웨덴의 구스타프 4세는 (아직 오스트리아의 분리된 칭호를 인정하지 않은 채로) 1806년 8월 22일 독일 영토(스웨덴 포메라니아와 브레멘-바르덴)의 주민들에게 다소 도발적으로 신성 로마 제국의 해체가 "독일 국가를 파괴하지 않을 것"이며 제국이 부활할 수 있을 것이라는 희망을 발표했다.

### 복원 가능성
신성 로마 제국의 해체는 프란츠 2세가 직접 칭호를 포기하고 모든 봉신들과 제국 내의 국가들의 황제에 대한 의무와 직위로부터 해방시키면서 이루어졌다. 신성 로마 제국의 칭호(이론적으로는 로마 제국과 같다)와 사상과 제도로서의 신성 로마 제국 자체(이론적으로는 보편적 주권 제국)는 엄밀히 따지면 결코 해체되지 않았다. 정의된 영토와 황제가 없었지만 보편적인 제국의 지속적인 존재는 종종 이후의 다른 군주들의 칭호에서 언급되었다. 예를 들어, 이탈리아의 사보이아가의 왕들은 1946년 이탈리아 왕가가 폐지될 때까지 "(이탈리아 내에서) 신성 로마 제국의 영원한 왕자이자 대리인"(이 칭호는 14세기 카를 4세가 사보이아가의 조상인 사보이아의 백작 아메데오 7세에게 수여한 것에서 유래하였다)라는 칭호를 지속적으로 주장했다.
1814년과 1815년 나폴레옹의 패배 이후, 독일과 그 외 다른 곳에서는 오스트리아의 프란츠 2세 주도 아래 신성 로마 제국의 복원을 요구하는 주장이 널리 퍼졌다. 18세기 당시 제국의 복원을 방해한 여러 가지 요인들이 있었는데, 그 중에서도 특히 바이에른, 작센, 뷔르템베르크와 같이 독일에서 이전보다 더 크고 통합된 왕국들의 부상과 (계속해서 합스부르크의 가신이 되기보다는) 유럽에서 패권국이 되는 것에 대한 프로이센의 관심이 있었다. 당시에도 현대화된 정치 구조를 가진 신성 로마 제국의 회복은 1814-1815년 빈 회의(나폴레옹의 몰락 이후 유럽의 국경을 논의)까지 도달하지 못했으며, 프란츠 2세는 신성 로마 제국의 정치 구조가 유럽의 새로운 질서보다 우월하지 못하며 제국을 회복하는 것이 합스부르크 왕가에 이익이 되지 않는다는 결론에 이르렀다. 교황은 공식적으로 신성 로마 제국이 빈 회의에서 복원되지 않았다는 사실을 (회의 중에 내린 다른 결정들과 함께) "가톨릭 종교의 이익과 교회의 권위에 해롭다"고 간주하였다.
빈 회의에서 신성 로마 제국을 대신하여 오스트리아 황제가 "주권력자"로서 위치한 독일 연방을 창설하였지만, 효과가 없는 것으로 판명되었다. 독일 연방은 1848/1849 독일 혁명을 겪으며 약화되었고, 그 후 연방 내 국민들에게 선출된 프랑크푸르트 국민의회는 독일 제국을 선포하고 프로이센의 프리드리히 빌헬름 4세를 황제로 추대하려고 했다. 그러나 프리드리히 빌헬름 4세는 이러한 황제의 자리를 거부하고 합스부르크 왕가의 신성 로마 제국의 복원을 지지했지만, 그럼에도 이러한 생각은 합스부르크 왕가나 그 당시 활동하고 있던 독일 혁명가들에게 동의받지 못했을 것이다.

### 계승 국가와 유산

1914년의 독일 제국(파란색)과 오스트리아-헝가리(붉은색)의 모습.

오스트리아 제국에서 합스부르크 왕가는 제국 내의 민족을 대체하는 역할을 지속했지만 오스트리아 제국의 이름은 (예를 들어 프랑스와 러시아와 달리) 특정 민족과 관련이 없었다. 신성 로마 제국의 봉신들은 제국에 대한 의무에서 풀려났지만, 프란츠 2세와 그의 후계자들은 계속해서 독일어를 사용하는 많은 인구를 지배했으며 신성 로마 제국의 상징의 권위는 여전히 그의 영역 내에서 유지되었다(이러한 상징은 현재까지도 오스트리아 호브부르크 왕궁의 제국 금고에 보관되고 전시되어 있다). 왕가는 제국이 해체된 이후로도 유럽의 왕가들 사이에서 그 탁월함을 유지했으며 많은 신민들에게 진정한 황실로 인정받았다. 새로운 오스트리아 제국은 신성 로마 제국의 핵심 요소가 많이 부족했지만, 1806년 이전의 신성 로마 제국의 행동과 이상에 있어서 비슷했다. 여러 면에서 오스트리아 황제들은 이전에 신성 로마 제국의 황제들이 그랬던 것처럼 가톨릭 교회의 수호자 역할을 자처했다. 1809년부터 1814년까지 교황 비오 7세는 자신이 프랑스에 감금되어 있는 동안 프란츠 2세를 교회의 수호자로 보았으며, 그에게 교황령을 재건하는 데에 도움을 줄 것을 간청하였다.
프란츠 2세의 퇴위 이후, 새로운 오스트리아 제국은 옛 제국과 거리를 두기 위한 조치를 취했다. 오스트리아 군주국의 상징과 공식 명칭은 오스트리아를 별개의 독립체라는 것을 강조하기 위해 변경되었다. Kaiserthum Österreich(오스트리아 제국)이라는 용어가 일상적인 연설에서 자주 언급되어 오스트리아 황제는 원래 있었던 접두사 "세습"을 없앴는데, 이 "세습"이라는 접두사는 오스트리아가 신성 로마 제국과의 차이를 강조하기 위해 1804년부터 1806년까지 사용했던 것이다.
오스트리아 제국(그리고 나폴레옹 치하의 프랑스)을 제외하고 신성 로마 제국의 붕괴와 해체 이후에 제국의 유산(독일 통치의 의미에서)에서 가장 두드러진 잠재적 후계국은 호엔촐레른가가 지배하는 프로이센 왕국이었다. 성장하던 합스부르크 왕가의 영지와 함께 프로이센은 지난 세기 동안 신성 로마 제국의 지배를 받는 중앙 유럽의 유일한 강대국이었다. 프로이센이 제국주의적 야망을 품고 있다는 소문은 자주 돌았고, 프로이센의 군주 프리드리히 2세가 1740년 신성 로마 황제의 자리에 후보로 올라왔다는 소문이 퍼지기도 했다. 프리드리히 2세와 다른 프로이센의 군주들은 제국 내에서 이러한 소문들을 일축하면서 동시에 추가 영토와 권력이 제국의 칭호를 지키는 것보다 이익일 것이라고 주장하였다. 1795년과 1803년, 1804년에 프랑스의 대표들은 프로이센이 북부 독일 영토를 갖고 제국이 될 수 있다는 제안을 했지만 호엔촐레는가는 이러한 제안에 관심이 없었다. 프로이센의 고위 관료들과 1792년 이후 신성 로마 제국의 몰락에 대해 에도를 표했지만, 제국이 지배하던 독일의 역사에 대한 향소에도 비관적이었다. 프로이센의 사람들은 신성 로마 제국의 유지 가능성이 매우 낮고 프랑스군을 정상적인 군사적 충돌로 물리칠 수 없는 고대 카로루스 왕조의 진정한 후계자로 보았다.

일부 사람들이 신성 로마 제국의 독일 국가 중 후계국들로 여기는 독일의 주의 지도.

호엔촐레른 가문은 1806년에 라인 동맹이 결성되고 신성 로마 제국의 해체되면서 나폴레옹이 "독일 황제"라는 가상의 지위를 주장하려는 열망이 생길 것을 두려워하여 황실 칭호를 취하기를 두려워했다. 북부 독일에서 호엔촐레른 왕가의 황제와 함께 "제국 연합"을 만들려는 준비가 되어 있었지만, 이 계획이 내부적으로 지지를 얻지 못하고 러시아 황제 알렉산드르 1세까지 이에 반대하면서 1806년 9월에 결국 취소되었다. 호엔촐레른 가문은 황실 가계가 부족했기 때문에 스스로도 제국의 왕조로 여기지 않았으며, 1813년과 1815년 결과적으로 나폴레옹이 패배한 뒤에도 호엔촐레른 가문의 위치는 크게 변하지 않았다. 1871년 독일이 호엔촐레른 가문의 황제 빌헬름 1세에 의해 독일 제국이 선포되었지만, 이러한 새로운 제국의 선포는 이념적으로 문제가 있었으며 호엔촐레른 가문은 이것에 큰 불편함을 느꼈다. 독일 제국을 신성 로마 제국과 연관시키려는 여러 시도들이 있었지만 독일 황제 프리드리히 3세(1888)의 존호가 이전의 프리드리히 황제(15세기의 프리드리히 3세, 독일 군주로서는 프리드리히 4세)가 아닌 독일 제국이 프로이센의 계승국이라 보고 정해지는 등 계속해서 독일 제국의 황제들은 프로이센의 군주로 남았다.
독일 제국과 오스트리아-헝가리, 합스부르크가 통치하는 이중 군주국은 결국 제1차 세계 대전의 여파로 1918년 붕괴되었다. 수 세기에 걸쳐 신성 로마 제국 내의 많은 국가들이 현대의 16개의 독일의 주로 발전했다. 특히 부분적으로 주권을 가진 정치체로서 독일의 주들은 문화와 교육 등의 다소 독립적으로 관리되는 영역에서 옛 신성 로마 제국을 떠올리게 한다. 역사가 노먼 스톤과 요하네스 버카르트는 신성 로마 제국, 특히 지역적으로 관리되는 구성 요소 국가들과 관련하여 현대의 독일 연방 공화국과 비교했다. 요하네스 버카르트는 "나는 구 제국이 독일 연방 공화국의 진정한 전신이었다는 것을 분명하게 말할 수 있다."고 썼고, 노먼 스톤은 근대 공화국의 건국과 관련하여 "이번에는 독일에서 프로이센과 오스트리아를 뺀 것이다. 이것은 고대의 신성 로마 제국으로 돌아가는 것이고, 진정한 문명이 아주 지역적인 수준에서 존재했던 독일로의 회귀이다."라고 썼다.
신성 로마 제국은 결과적으로 프랑스와의 전쟁을 막는 데에는 실패했지만, 평화를 위해 행동하고 느슨한 종류의 패권과 파트너십을 형성한 말기 제국의 명목상의 역할은 나폴레옹의 프랑스 제국의 보편적 절대 군주제와 나폴레옹이 제시한 보편적 공화국 모두에 대한 대안을 제시했고, 신성 로마 제국의 형태는 미래의 국제 기구와 조직의 구성을 위한 모델이 되었다.

### 참고 문헌
- Berg, Scott M. (2010). “In the Shadow of Joesphinism: Austria and the Catholic Church in the Restoration, 1815-1848”. 《Louisiana State University Master's Thesis》.
- Blanning, Tim (2012). “The Holy Roman Empire of the German Nation past and present”. 《Historical Research》 85 (227): 57–70. doi:10.1111/j.1468-2281.2011.00579.x.
- Burgdorf, Wolfgang (2012). 〈‘Once we were Trojans!’ Contemporary Reactions to the Dissolution of the Holy Roman Empire of the German Nation〉.   Evans, Robert; Wilson, Peter H. 《The Holy Roman Empire, 1495-1806: A European Perspective》. Brill. ISBN 978-90-04-20683-0.
- Bryce, Viscount James Bryce (2019) [1864]. 《The Holy Roman Empire》. Good Press. ASIN B081TFMGRC.
- Chaloupek, Günther (2015). “The Congress of Vienna and the Emerging Rivalry between Austria and Prussia for Hegemony in Central Europe”. 《Contribution to the 28th Heilbronn Symposion in Economics and the Social Sciences》.
- 《Correspondence Respecting the Affairs of Italy: 1846–1847》. Harrison and Son. 1847.
- Datta, Pietro Luigi (1834). 《Lezioni di paleografia e di critica diplomatica sui documenti della monarchia de Savoia》. Coi tipi di G. Pomba.
- Davies, Norman (2012). 《Vanished Kingdoms: The Rise and Fall of States and Nations》. Penguin. ISBN 9780143122951.
- Flockerzie, Lawrence J. (1990). “Saxony, Austria, and the German Question after the Congress of Vienna, 1815-1816”. 《The International History Review》 12 (4): 661–687. doi:10.1080/07075332.1990.9640563. JSTOR 40106275.
- Gagliardo, John G. (1980). 《Reich and Nation: The Holy Roman Empire as Idea and Reality, 1763–1806》. Indiana University Press. ISBN 978-0253167736.
- Godsey, William D. (2004). 《Nobles and Nation in Central Europe: Free Imperial Knights in the Age of Revolution, 1750–1850》. Cambridge: Cambridge University Press.
- Harrison, Henrietta (2017). “The Qianlong Emperor's Letter to George III and the Early-Twentieth-Century Origins of Ideas about Traditional China's Foreign Relations”. 《The American Historical Review》 122 (3): 680–701. doi:10.1093/ahr/122.3.680.
- Lentz, Thierry (2008). “Napoleon and Charlemagne”. 《Napoleonica. La Revue》 1: 45–68. doi:10.3917/napo.081.0002.
- Morris Jr., Warren B. (1977). “The Prussian Plan of Union: Traditional Policy by "Revolutionary" Means”. 《The Historian》 39 (3): 515–530. doi:10.1111/j.1540-6563.1977.tb01200.x.
- Muldoon, James (1999). 《Empire and Order: The Concept of Empire, 800–1800》. Springer. doi:10.1057/9780230512238. ISBN 978-1-349-39644-3.
- Orford, Anne (2009). “Jurisdiction Without Territory: From the Holy Roman Empire to the Responsibility to Protect”. 《Michigan Journal of International Law》 30 (3): 981–1015.
- Renna, Thomas (2017). “Papal Approval of Holy Roman Emperors, 1250–1356”. 《Expositions》 11 (2): 57–90.
- Watson, Alexander (2014). 《Ring of Steel: Germany and Austria-Hungary in World War I》. Basic Books. ISBN 978-0465018727.
- Whaley, Joachim (2012). 《Germany and the Holy Roman Empire, Volume II: The Peace of Westphalia to the Dissolution of the Reich, 1648–1806》. Oxford: Oxford University Press.
- Wilson, Peter H. (2006). “Bolstering the Prestige of the Habsburgs: The End of the Holy Roman Empire in 1806”. 《The International History Review》 28 (4): 709–736. doi:10.1080/07075332.2006.9641109. S2CID 154316830.
- Wilson, Peter H. (2009). 〈The Meaning of Empire in Central Europe around 1800〉.   Forrest, Alan; Wilson, Peter H. 《The Bee and the Eagle: Napoleonic France and the End of the Holy Roman Empire, 1806》. Palgrave Macmillan. ISBN 978-0-230-00893-9.
- Wilson, Peter H. (2016). 《Heart of Europe: A History of the Holy Roman Empire》. Cambridge, MA: Belknap Press.